# Lessingianthus irwinii
Lessingianthus irwinii là một loài thực vật có hoa trong họ Cúc. Loài này được (G.M.Barroso) H.Rob. mô tả khoa học đầu tiên năm 1988.